# 448 Natalie
448 Natalie је астероид главног астероидног појаса са пречником од приближно 47,76 km.
Афел астероида је на удаљености од 3,717 астрономских јединица (АЈ) од Сунца, а перихел на 2,553 АЈ.
Ексцентрицитет орбите износи 0,185, инклинација (нагиб) орбите у односу на раван еклиптике 12,719 степени, а орбитални период износи 2028,014 дана (5,552 година).
Апсолутна магнитуда астероида је 10,30 а геометријски албедо 0,058.
Астероид је откривен 27. октобра 1899. године.